# ويلي دين
ويلي دين (بالإنجليزية: Willie Deane)‏ مواليد 23 فبراير 1980 في سكنيكتادي، هو لاعب كرة سلة أمريكي. بدأ مسيرته الاحترافية في سنة 2003. يلعب مع نادي فينتسبيلس لكرة السلة كلاعب هجوم خلفي. يحمل الرقم 5. يبلغ طوله 6 قدم 1 بوصة (1.9 م).

## المسيرة الاحترافية
لعب مع تورك تيليكوم في الدوري التركي في موسم 2004–2005، ثم لعب مع فيرتوس بالاكانسترو بولونيا في سنة 2005، ثم لعب مع أكاديميك في موسم 2007–2008، ثم لعب مع زالغيريس لكرة السلة في سنة 2008، ثم لعب مع أكاديميك في سنة 2009، ثم لعب مع تورو زغورجيلتس في سنة 2009، ثم لعب مع أكاديميك في سنة 2010، ثم لعب مع نانسي باسكت في الدوري الفرنسي في موسم 2010–2011.

## روابط خارجية
- ويلي دين على موقع الدوري الأوروبي لكرة السلة (الإنجليزية)
- ويلي دين على موقع الدوري الإسباني لكرة السلة (الإسبانية)
- ويلي دين على موقع كرة السلة الأوروبية.كوم (الإنجليزية)
- ويلي دين على موقع DraftExpress.com (الإنجليزية)
- ويلي دين على موقع كلية كرة السلة في سبورتس رفرنس.كوم (الإنجليزية)
- ويلي دين على موقع ريلجم (الإنجليزية)
- ويلي دين على موقع بروبوليرز (الإنجليزية)
- ويلي دين على موقع سبورتس رفرنس (الإنجليزية)